# Snow ((Hey Oh))
Snow ((Hey Oh)) е сингъл на американската рок група Ред Хот Чили Пепърс. Това е третият издаден сингъл от албума Stadium Arcadium. Сингълът става рекордното 11 парче на групата, което се изкачва до номер 1 в класацията US Modern Rock Tracks.
Песента е бавна и мелодична и прилича повече на стила от албума By The Way.